# Склизков, Степан Осипович
Степан Осипович Склизков (1898, Тихорево, Тверская губерния — 28 октября 1941, Куйбышев) — начальник Управления стрелкового вооружения Главного артиллерийского управления РККА.

## Биография
Родился в 1898 году в деревне Тихорево (ныне — в Рамешковском районе Тверской области) в русской семье. Член РКП(б) с 1918, с того же года на службе в РККА. Получил высшее военное образование.
Был назначен начальником Управления стрелкового вооружения ГАУ РККА.
Арестован 28 июня 1941, содержался в Лубянской тюрьме. Осуждён комиссией НКВД и прокурора СССР по обвинению в участии в антисоветской организации. Приговорён к расстрелу 17 октября 1941. Приговор приведён в исполнение 28 октября 1941, в районе посёлка Барбыш под городом Куйбышевом (ныне Самара).
Реабилитирован посмертно 12 апреля 1954 постановлением генерального прокурора СССР.

### Звания
- бригинженер.

### Награды
- медаль 20 лет РККА (1938).

### Адрес
Москва, Большой Овчинниковский переулок, дом 12, квартира 12.